# Катастрофа Boeing 747 под Токио
Катастрофа Boeing 747 под Токио — крупная авиационная катастрофа, произошедшая в понедельник 12 августа 1985 года и ставшая второй из крупнейших в мире. Авиалайнер Boeing 747SR-46 авиакомпании Japan Air Lines (JAL) совершал плановый внутренний рейс JAL 123 по маршруту Токио—Осака, но через 12 минут после взлёта у него разрушился хвостовой гермошпангоут — переборка, отделяющая хвостовой пассажирский салон лайнера, в котором поддерживается примерно постоянное давление воздуха, от негерметичной хвостовой части самолёта; разрушение гермошпангоута привело к нарушению герметичности трубопроводов всех четырёх гидравлических систем (они вышли из строя и лайнер полностью потерял управление) и к проникновению воздуха салона в полость киля (он оторвался от фюзеляжа из-за резкого перепада давления между внутренним объёмом киля и наружным воздухом).
Экипаж сумел продержать неуправляемый самолёт в воздухе 32 минуты, но в итоге лайнер врезался в гору Такамагахара в 100 километрах от Токио. Из находившихся на его борту 524 человек (509 пассажиров и 15 членов экипажа) выжили 4; при этом ещё несколько десятков пассажиров также выжили в катастрофе, но из-за проявленной некомпетентности спасательных служб Японии они умерли, не дождавшись помощи.
Это вторая по количеству погибших авиакатастрофа за всю историю авиации (после столкновения двух Boeing 747 на Тенерифе), крупнейшая авиакатастрофа в 1980-х годах, крупнейшая катастрофа одного самолёта, а также крупнейшая авиакатастрофа в истории Азии.

## Сведения о рейсе 123

### Самолёт
Boeing 747SR-46 (регистрационный номер JA8119, заводской 20783, серийный 230) был выпущен компанией «Boeing» в 1974 году (первый полёт совершил 28 января) по спецзаказу для эксплуатации на внутренних авиарейсах Японии. 19 февраля того же года был передан авиакомпании Japan Air Lines (JAL). Оснащён четырьмя двухконтурными турбовентиляторными двигателями Pratt & Whitney JT9D-7A. На день катастрофы 11-летний авиалайнер совершил 18 835 циклов «взлёт-посадка» и налетал 25 030 часов.

### Экипаж
Самолётом управлял опытный экипаж, его состав был таким:
- Командир воздушного судна (КВС) — 49-летний Масами Такахама (англ. Masami Takahama, яп. 高浜 雅己). Очень опытный пилот, проработал в авиакомпании JAL 18 лет и 8 месяцев (с 1 декабря 1966 года). Управлял самолётами YS-11, Boeing 727 и Douglas DC-8. В должности командира Boeing 747 — с 1 июля 1975 года. Налетал 12 423 часа, 4842 из них на Boeing 747.
- Второй пилот — 39-летний Ютака Сасаки (англ. Yutaka Sasaki, яп. 佐々木 祐). Опытный пилот, проработал в авиакомпании JAL 15 лет и 3 месяца (с 18 апреля 1970 года). Управлял самолётом Douglas DC-8. В должности второго пилота Boeing 747 — с 23 мая 1979 года. Налетал 3963 часа, 2665 из них на Boeing 747.
- Бортинженер — 46-летний Хироси Фукуда (англ. Hiroshi Fukuda, яп. 福田 博). Проработал в авиакомпании JAL 28 лет и 4 месяца (с 1 апреля 1957 года). Управлял самолётами Douglas DC-6, Boeing 727 и Douglas DC-8. В должности бортинженера Boeing 747 — с 7 ноября 1972 года. Налетал 9831 час, 3846 из них на Boeing 747.

В салоне самолёта работали 12 бортпроводников:
- Дзюн Хатано (англ. Jun Hatano, яп. 波多野 純), 39 лет — старший бортпроводник. В JAL с 18 октября 1969 года. Налетал 10 225 часов.
- Марико Аката (англ. Mariko Akata, яп. 赤田 真理子), 31 год. В JAL с 17 января 1975 года. Налетала 4815 часов.
- Мицуё Эбина (англ. Mitsuyo Ebina, яп. 海老名 光代), 28 лет. В JAL с 1 сентября 1977 года. Налетала 4432 часа.
- Каори Фудзита (англ. Kaori Fujita, яп. 藤田 香), 28 лет. В JAL с 10 января 1979 года. Налетала 3541 час.
- Сатиё Кихара (англ. Sachiyo Kihara, яп. 木原 幸代), 30 лет. В JAL с 22 января 1974 года. Налетала 5704 часа.
- Рэйко Миямити (англ. Reiko Miyamichi, яп. 宮道 令子), 30 лет. В JAL с 1 декабря 1977 года. Налетала 3161 час.
- Юмико Цусима (англ. Yumiko Tsushima, яп. 対島 祐三子), 29 лет. В JAL с 5 января 1978 года. Налетала 4227 часов.
- Масаё Ёсида (англ. Masayo Yoshida, яп. 吉田 雅代), 27 лет. В JAL с 5 января 1978 года. Налетала 4165 часов.
- Кёко Хатано (англ. Kyoko Hatano, яп. 波多野 京子), 24 года. В JAL с 12 января 1984 года. Налетала 549 часов.
- Микико Оно (англ. Mikiko Ōno, яп. 大野 美紀子), 26 лет. В JAL с 20 мая 1982 года. Налетала 1610 часов.
- Сэйко Оно (англ. Seiko Ōno, яп. 大野 聖子), 24 года. В JAL с 19 июня 1984 года. Налетала 363 часа.
- Юмико Сирабэёси (англ. Yumiko Shirabeyoshi, яп. 白拍子 由美子), 25 лет. В JAL с 24 ноября 1981 года. Налетала 2179 часов.

Также на борту находилась стюардесса Юми Отиаи (англ. Yumi Ochiai, яп. 落合 由美, 26 лет), но она летела как пассажир.

### Пассажиры
12 августа в Японии накануне праздника Обон был каникулярный период, когда многие японцы совершают ежегодные поездки в родные города и на курорты и поэтому в тот день в аэропорту Ханэда было большое оживление; все хотели как можно скорее попасть домой, потому что праздник Обон принято встречать с семьёй. Самолёты Japan Air Lines (JAL) были полностью загружены даже на внутренних рейсах и в итоге на рейс JAL 123 из Токио в Осаку сели 509 пассажиров. Всего на борту самолёта находились 524 человека — 15 членов экипажа и 509 пассажиров.
| Гражданство      | Пассажиры | Экипаж | Всего |
| ---------------- | --------- | ------ | ----- |
| Япония           | 487       | 15     | 502   |
| США              | 6         | 0      | 6     |
| Гонконг          | 4         | 0      | 4     |
| Республика Корея | 3         | 0      | 3     |
| Индия            | 3         | 0      | 3     |
| Италия           | 2         | 0      | 2     |
| ФРГ              | 2         | 0      | 2     |
| Китай            | 1         | 0      | 1     |
| Великобритания   | 1         | 0      | 1     |
| Всего            | 509       | 15     | 524   |

Среди пассажиров на борту самолёта находились:
- Кю Сакамото (англ. Kyu Sakamoto, яп. 坂本九), известный японский певец.
- Коумо Сосеке (англ. Koumo Soseke), глава лесного хозяйства префектуры Осака.
- Акихиса Юкава (англ. Akihisa Yukawa, яп. 湯川明久), японский банкир, отец скрипачки Дианы Юкавы[англ.].

## Хронология событий

### Предшествующие обстоятельства
В 16:50 Boeing 747SR-46 борт JA8119 вернулся в аэропорт Ханэда, выполнив очередной внутренний рейс (JAL 514 Саппоро—Токио). Самолёт был дозаправлен, экипаж в кабине остался тот же; КВС сидел в кресле второго пилота, а в командирском кресле сидел второй пилот, которого скоро должны были назначить командиром экипажа. В 18:04 рейс JAL 123 начал выруливать на взлётную полосу №15L. В 18:12 рейс JAL 123 вылетел из Токио и взял курс на Осаку (расчётное время прибытия — 19:06).

### Отрыв киля

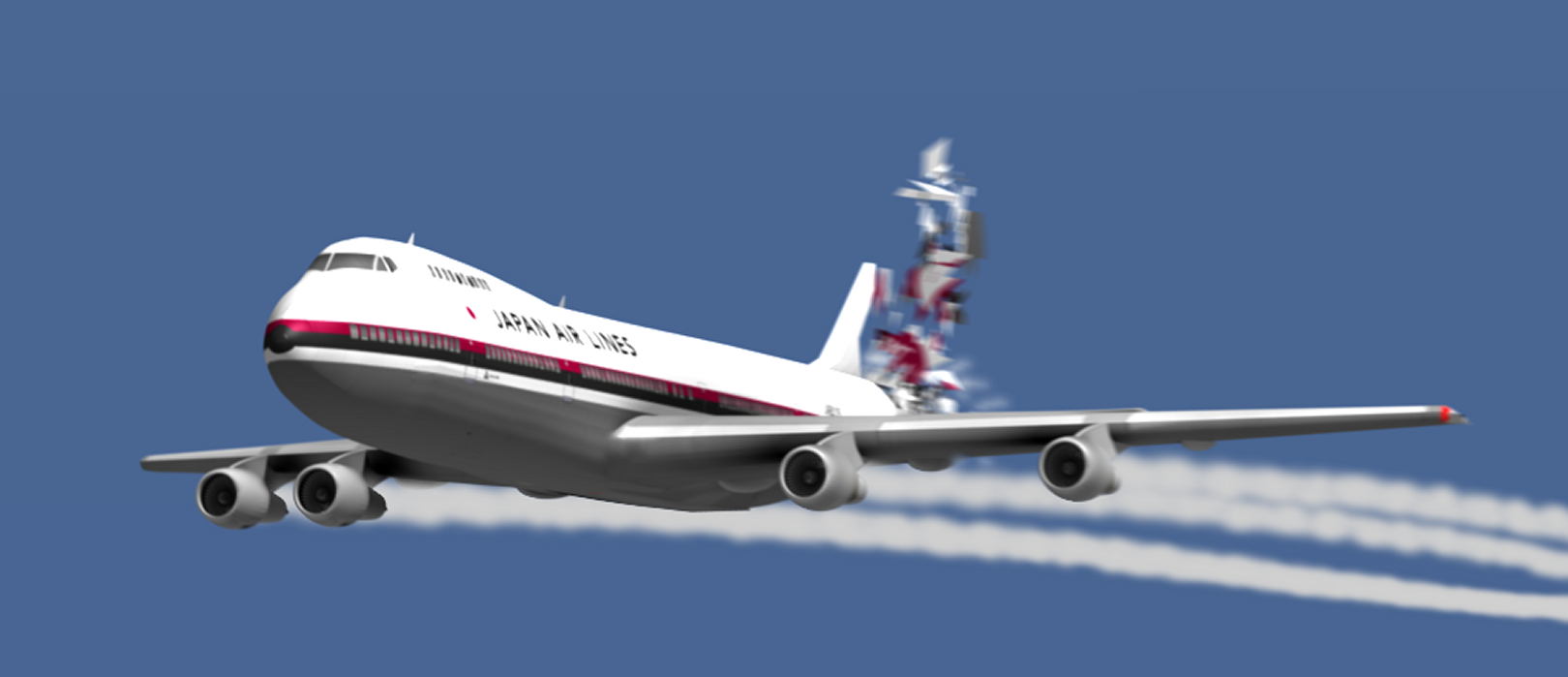
Компьютерная реконструкция катастрофы (момент отрыва киля)

Схема разрушения гермошпангоута и отрыва киля рейса 123

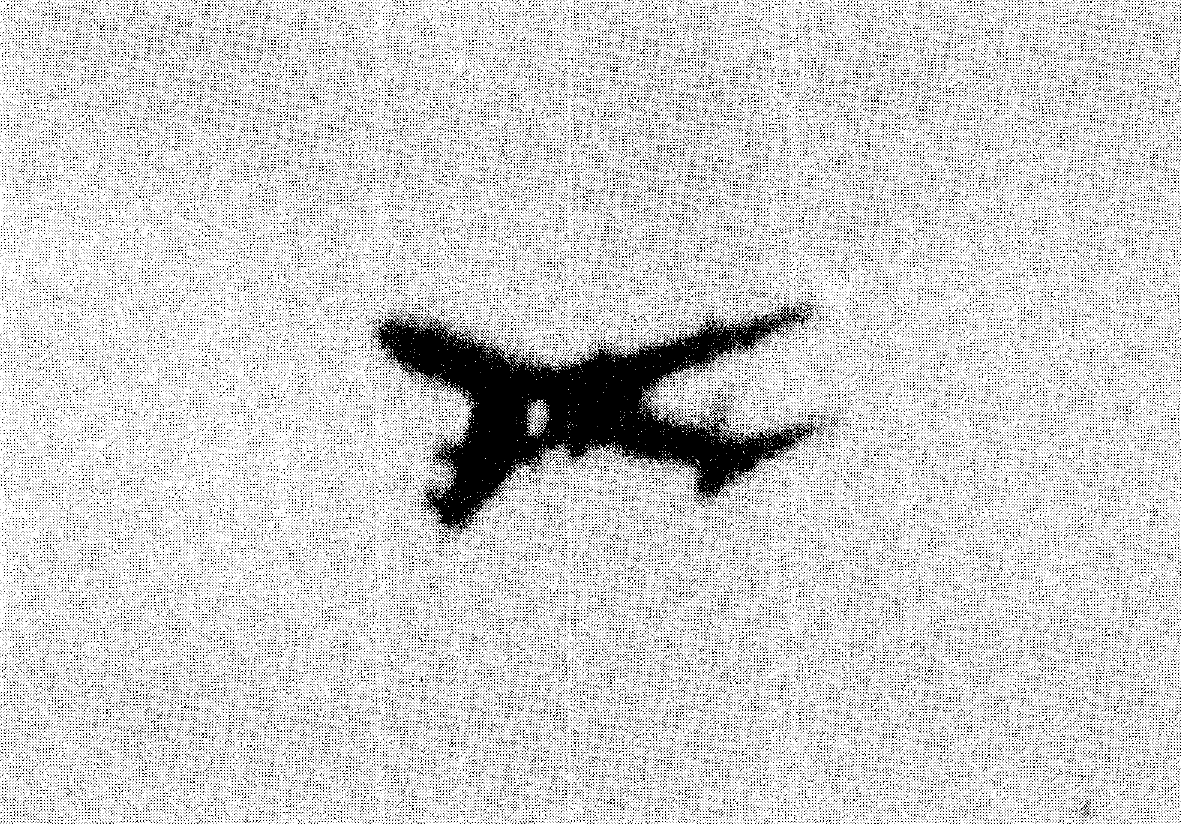
Фотография потерявшего управление рейса 123 (была сделана, когда лайнер пролетал над Окутамой)

В 18:24 рейс JAL 123 занял эшелон FL240 (7200 метров).
| 18:24:10 | БП | Несколько пассажиров нажали кнопку вызова. Я могу выйти к ним? |
| 18:24:12 | 2П | Только осторожно. И побыстрее.                                 |
|          | БИ | Да, будьте осторожны, пожалуйста. Осторожнее, пожалуйста.      |
| 18:24:15 | БП | Да, спасибо.                                                   |

В 18:24:34 самолёт сотрясает взрыв (отрыв киля). Давление в салоне падает, самолёт теряет управление.
| 18:24:34 | В хвосте самолёта раздаётся звук, похожий на взрыв. В кабине экипажа срабатывает аварийная сигнализация, сообщающая о падении давления в салоне. | В хвосте самолёта раздаётся звук, похожий на взрыв. В кабине экипажа срабатывает аварийная сигнализация, сообщающая о падении давления в салоне. |
|          | КВС | Нехорошо. Что-то взорвалось. Код ответчика 77.                                                                                                   |
| 18:24:40 | КВС | Проверить шасси, шасси. |
|          | БИ | Что… |
| 18:24:44 | БП | Наденьте кислородные маски, пожалуйста. Пристегните привязные ремни, пожалуйста. Пристегните привязные ремни, пожалуйста.                        |
|          | 2П | Код ответчика 77. |

В кабине экипажа сработала сигнализация о резком падении давления в салоне. Пилоты пытались выяснить причину взрыва в хвостовой части самолёта, сопровождавшегося разгерметизацией. Поскольку самолёт продолжал лететь нормально, экипаж не сразу понял, насколько все серьёзно. КВС предположил, что сорвало створки шасси. Бортинженер сообщил о неисправности гидравлических систем. Командир принял решение лечь на обратный курс, второй пилот повернул штурвал вправо, но самолёт не слушался руля. Все четыре гидравлические системы вышли из строя, самолёт стал неуправляемым.
| 18:24:52 | БИ                                  | Эх! Все двигатели… (нрзб). |
|          | 2П                                  | Нам надо проверить давление в гидро? |
| 18:25:02 | Срабатывает аварийная сигнализация. | Срабатывает аварийная сигнализация. |
| 18:25:04 | БП                                  | Займите свои места, пожалуйста. Займите свои места. Потушите свои сигареты.                                                             |
| 18:25:13 | КВС                                 | Правый разворот. |
| 18:25:14 | КВС                                 | Правый разворот. |
|          | 2П                                  | Выполняю. |
|          | КВС                                 | Так. |
| 18:25:18 | КВС                                 | Э-э, Токио, Japan Air 123, э-э, запрашиваем немедленную…, э-э, проблемы, запрашиваем возврат в Ханэда. Снижаемся и держим 220.          |
| 18:25:37 | КВС                                 | Радарный вектор на Осиму, пожалуйста.                                                                                                   |
| 18:25:39 | УВД Токио                           | Понял, э-э, вы хотите выполнить правый или левый разворот?                                                                              |
| 18:25:42 | КВС                                 | Э-э, идём на правый разворот. |
| 18:25:45 | УВД Токио                           | Принято, правый разворот на курс 090°. Радарный вектор на Осиму.                                                                        |
| 18:25:50 | КВС                                 | Не так круто. |
|          | 2П                                  | Да. |
| 18:25:56 | КВС                                 | Что случилось? |
| 18:25:58 | БИ                                  | Давление в гидравлике упало. |
| 18:26:08 | КВС                                 | Попытайся восстановить. |
|          | 2П                                  | Не восстанавливается. |
| 18:26:12 | КВС                                 | Набор высоты. |
| 18:26:25 | КВС                                 | Вся гидравлика вышла из строя? |
|          | БИ                                  | Да. |
|          | КВС                                 | Снижаемся. |
|          | 2П                                  | Да. |
|          | БИ                                  | Нам лучше снизиться. |
|          | 2П                                  | Снижение. |
| 18:26:39 | Срабатывает аварийная сигнализация. | Срабатывает аварийная сигнализация. |
|          | КВС                                 | Что за… (нрзб)? |
| 18:26:42 | КВС                                 | OK, правый разворот. |
|          | 2П                                  | Правый разворот. |
| 18:27:15 | БП                                  | Внимание, аварийная посадка. Наденьте кислородные маски, займите свои места, потушите свои сигареты. Мы приступаем к аварийной посадке. |
| 18:27:32 | КВС                                 | Гидро… (нрзб)? |
| 18:27:47 | БИ                                  | Давление в гидравлике совсем упало. |
|          | 2П                                  | Совсем упало? |
|          | БИ                                  | Да. |

Через 6 минут после того, как УВД Токио начало вести рейс 123, на экране диспетчера появился аварийный код ответчика — 7700. Командир сообщил диспетчеру о проблеме, намерении вернуться в аэропорт Ханэда и снижении до 6700 метров. Авиадиспетчер сообщил КВС о том, что все просьбы будут выполнены, и дал радарный вектор на Осиму. Лайнер пролетел над полуостровом Идзу и заливом Суруга.
В 18:30 срабатывает аварийная сигнализация «ОТКРЫТА ДВЕРЬ №5».
| 18:28:48 | КВС | Левый разворот.                                             |
| 18:29:00 | КВС | Вложи в это своё сердце.                                    |
|          | 2П  | Да.                                                         |
|          | БИ  | Я пытаюсь проверить.                                        |
| 18:30:27 | БИ  | Произошла разгерметизация кабины? Надеть кислородные маски? |
| 18:30:32 | БИ  | Ой, я понял. Так, давление в кабине, э-э….                  |
| 18:30:52 | БИ  | Давление в кислородных масках падает…                       |

Между экипажем и центром УВД обсуждались варианты места посадки рейса 123 — международный аэропорт Тюбу в Нагое, база ВВС США в Йокоте и аэропорт Ханэда. УВД Токио предложило КВС сесть в Нагое (в 115 километрах), но он решил вернуться в аэропорт Ханэда. Лайнер теперь летел над сушей.

### Борьба за управление
К 18:33 двигатели лайнера ещё подчиняются командам пилотов. КВС предпринимал всё, чтобы повернуть рейс 123 на обратный курс. Но лишившийся стабилизатора самолёт с возрастающей амплитудой продолжал раскачиваться по всем трём осям. Лайнер продолжал лететь и одновременно то набирать высоту, то резко снижаться, при этом раскачиваясь то вправо, то влево.
Пилоты пытались управлять самолётом при помощи двигателей, хотя это было трудно. Дифференцируя тягу левых и правых двигателей, экипажу удалось повернуть самолёт на восток и рейс 123 лёг на курс, благоприятный для посадки в аэропорту Ханэда. Когда лайнер поравнялся с горой Фудзияма, пилоты попытались повести его на снижение, однако скорость самолёта резко выросла, и чтобы её уменьшить, пилотам пришлось аварийно выпустить шасси.
В 18:41 на высоте 6600 метров самолёт стал полностью неуправляемым и сделал круг радиусом 4 километра. Отчаянными усилиями командиру удалось вернуть рейс 123 на прежний курс.
| 18:47:16 | УВД Токио | Сейчас вы можете управлять самолётом?                                                    |
| 18:47:17 | КВС       | Он неуправляем.                                                                          |
| 18:47:19 | УВД Токио | Понял.                                                                                   |
| 18:47:38 | КВС       | Эй, гора. Правый разворот. Гора. Управление вправо. Правый разворот. Мы врежемся в гору! |

Экипаж использовал всю мощность двигателей, чтобы набрать высоту, но самолёт начал произвольно кабрировать и стремительно падать. Лайнер на скорости 173 км/ч проследовал в северо-западном направлении.
| 18:47:58 | КВС | Максимальная тяга.                     |
|          | 2П  | Максимальная тяга.                     |
| 18:48:02 | БИ  | Увеличиваю.                            |
|          | КВС | Левый разворот.                        |
| 18:48:08 | КВС | Максимальная тяга.                     |
| 18:48:19 | КВС | Э-э, вправо, вправо, опустить нос.     |
|          | 2П  | Выдвинулись до упора.                  |
|          | КВС | Опустить нос. Хорошо. Мы летим в горы. |
|          | 2П  | Да.                                    |
| 18:49:10 | БИ  | Скорость растёт, скорость растёт.      |

### Катастрофа

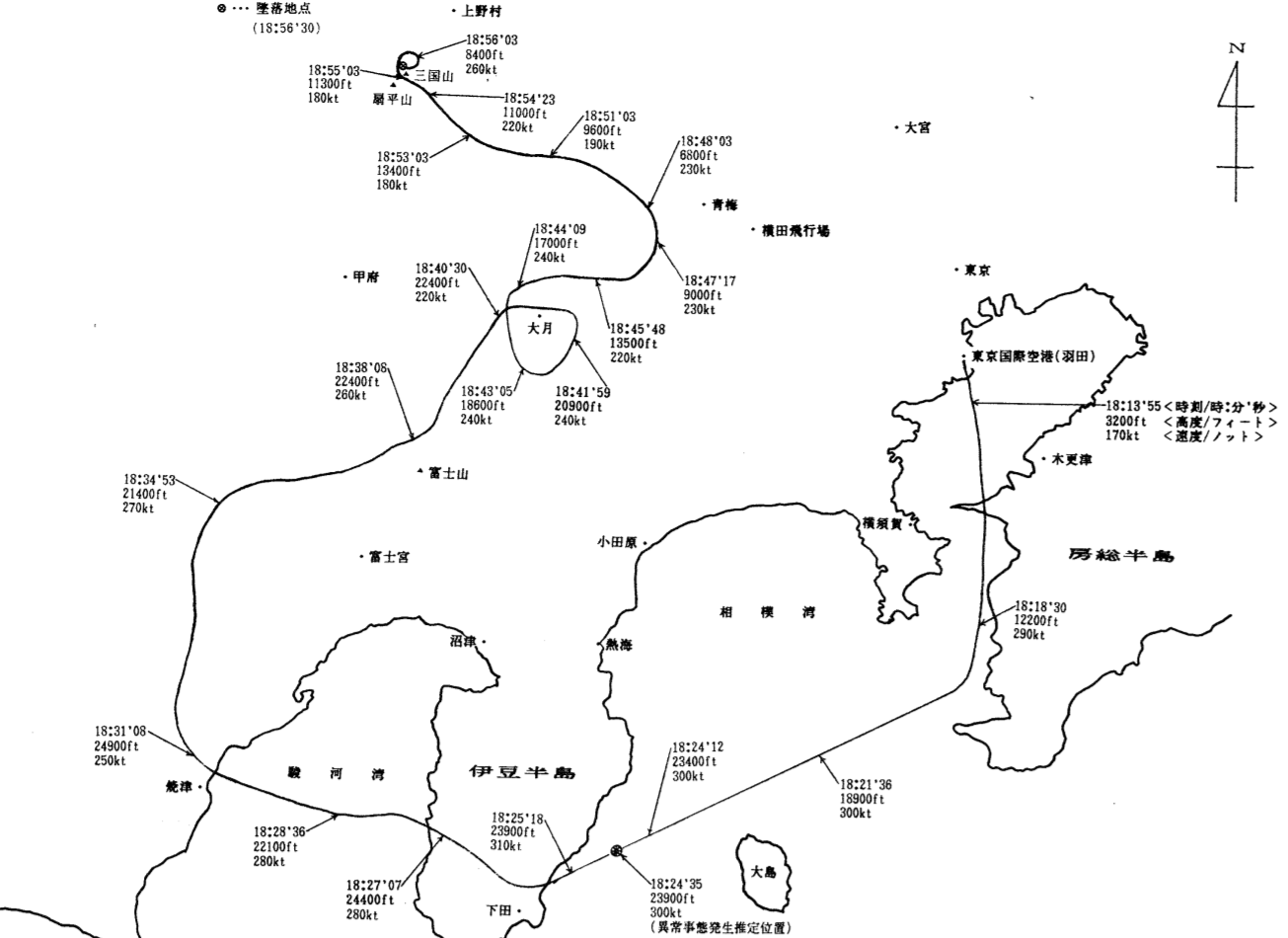
Схема полёта рейса 123

Экипаж до самого конца пытается держать управление самолётом.
| 18:50:53 | 2П                                  | Скорость 220 узлов. |
|          | БИ                                  | Да. |
| 18:50:55 | КВС                                 | Не опускать нос, это увеличивает скорость.                                                                                        |
|          | 2П                                  | Да. |
| 18:51:01 | КВС                                 | Мы теряем высоту. Поднять, поднять нос.                                                                                           |
|          | 2П                                  | Закрылки? |
|          | БИ                                  | Я должен опустить их? |
|          | КВС                                 | Не поможет. |
|          | 2П                                  | Да, э-э, с аварийными. |
|          | КВС                                 | Аварийные выпускать. |
|          | БИ                                  | Да, выпускаю аварийные. |
| 18:51:20 | КВС                                 | Опустить нос. |
| 18:51:26 | КВС                                 | В две руки. |
|          | 2П                                  | Да. |
| 18:51:29 | КВС                                 | Опустить нос. Да, тяга. |
|          | БИ                                  | Я увеличил тягу. |
| 18:51:39 | КВС                                 | Опустить нос. |
| 18:51:47 | КВС                                 | Держать. |
| 18:52:09 | Сигнализация отключается.           | Сигнализация отключается. |
| 18:52:25 | БИ                                  | Закрылки выпущены с аварийными.                                                                                                   |
|          | КВС                                 | Опустить нос. |
|          | 2П                                  | Да. |
| 18:53:15 | КВС                                 | Поднять нос. Тяга. |
| 18:53:23 | 2П                                  | Увеличил. |
| 18:53:50 | УВД Токио                           | Japan Air 113, Japan Air 123, переключите частоту на 119,7. 119,7, пожалуйста.                                                    |
|          | КВС                                 | Да, да. 119,7. |
|          | 2П                                  | Э-э, да. Номер 2. |
| 18:54:02 | Срабатывает аварийная сигнализация. | Срабатывает аварийная сигнализация.                                                                                               |
| 18:54:08 | КВС                                 | Да, левый, левый разворот. |
|          | 2П                                  | Да. |
|          | БИ                                  | Да, 119…. |
|          | КВС                                 | Левый разворот. |
|          | 2П                                  | 119,7. |
| 18:54:21 | Сигнализация отключается.           | Сигнализация отключается. |
| 18:54:23 | БИ                                  | Japan Air 123, э-э, мы переключились на 119,7.                                                                                    |
|          | КВС                                 | Уточните наше местоположение. |
|          | БИ                                  | Уточняю. Japan Air 123, наше местоположение.                                                                                      |
|          | УВД Токио                           | Japan Air 123, вы находитесь 5, э-э, 5, в 45 милях к северо-западу от Ханэда.                                                     |
|          | БИ                                  | К северо-западу от Ханэда, э-э, сколько миль?                                                                                     |
|          | УВД Токио                           | Да, всё правильно. По нашему радару вы в 55 милях к северо-западу от Ханэда и в 25 милях западнее Камогавы.                       |
| 18:54:58 | БИ                                  | Да, понял. Они сказали, что мы в 25 милях западнее Камогавы.                                                                      |
|          | КВС                                 | Все закрылки выпущены? |
| 18:55:04 | 2П                                  | Да, закрылки 10. |
|          | УВД Токио                           | Я буду говорить по-японски. Мы обеспечим вам посадку в любое время. Йокота также готова вас принять. Сообщите о ваших намерениях. |
| 18:55:15 | КВС                                 | Поднять нос. |
|          | БИ                                  | Да. |
| 18:55:16 | КВС                                 | Поднять нос. Поднять нос. Поднять нос.                                                                                            |
| 18:55:27 | КВС                                 | Поднять нос. |
| 18:55:35 | 2П                                  | Я держал его так долго всё это время.                                                                                             |
| 18:55:44 | КВС                                 | Эй, держать закрылки. |
| 18:55:49 | КВС                                 | Закрылки держать, не выпускать полностью.                                                                                         |
|          | 2П                                  | Убрать закрылки, убрать закрылки, убрать закрылки, убрать закрылки.                                                               |
|          | КВС                                 | Убрать закрылки. |
|          | 2П                                  | Да. |
| 18:55:56 | КВС                                 | Тяга. Тяга! |
|          | КВС                                 | Закрылки! |
|          | БИ                                  | Я убрал. |
| 18:56:02 | КВС                                 | Он останавливается! |
| 18:56:05 | КВС                                 | Поднять нос. Поднять нос! Тяга!                                                                                                   |
| 18:56:14 | GPWS                                | SINK RATE! WHOOP! WHOOP! PULL UP! WHOOP! WHOOP! PULL UP! WHOOP! WHOOP! PULL UP!                                                   |
| 18:56:19 | КВС                                 | Это конец! |
|          | GPWS                                | WHOOP! WHOOP! PULL UP! |
| 18:56:23 | Первый удар.                        | |
|          | GPWS                                | WHOOP! WHOOP! PULL UP! |
| 18:56:26 | Второй удар.                        | |
| 18:56:28 | Конец записи.                       | |

Пытаясь избежать столкновения с горой, командир увеличил тягу двигателей, но эффект оказался противоположным ожидаемому — самолёт резко задрал нос вверх и едва не свалился в штопор, но, используя максимальную тягу двигателей и выпуск закрылков от аварийной электросистемы, пилотам удалось его выровнять. Но успех оказался временным: неуправляемый авиалайнер накренился вправо до критических углов, опустил нос и устремился прямо на ближайшую гору; скорость снижения увеличилась. КВС приказал убрать закрылки и увеличить тягу двигателей, самолёт снова выровнялся, но на этот раз катастрофа была неизбежна. Правое полукрыло лайнера задело верхушки деревьев на вершине горы и оторвалось, после чего рейс JAL 123 опрокинулся на «брюхо», пролетел несколько метров вперёд и на скорости 397 км/ч врезался в лесистый склон горы Такамагахара на высоте 1565 метров над уровнем моря в 100 километрах к северо-западу от Токио (изначально сообщалось, что самолёт врезался в гору Оцутака).
В результате удара о склон горы лайнер полностью разрушился, его обломки разлетелись на расстояние до 5 километров, тут же вспыхнул пожар. Столб густого чёрного дыма, поднявшийся над горой, позволил довольно быстро установить точное место катастрофы.

### Спасательная операция

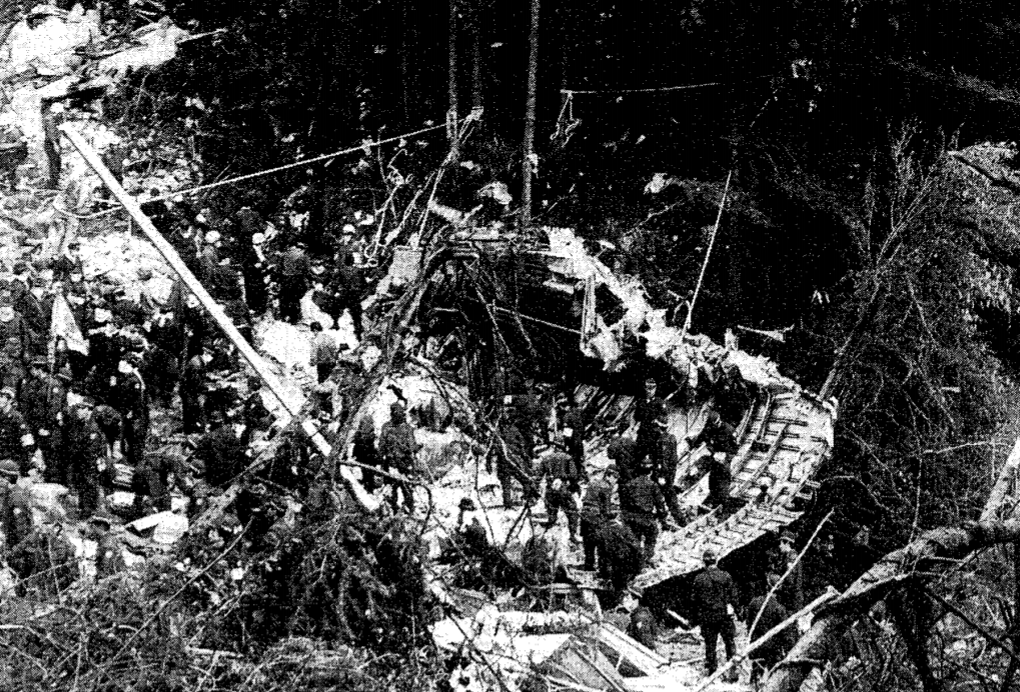
Поисковые работы на месте катастрофы

Диаграмма травм пассажиров рейса 123 (AAIC); места, где сидели выжившие, отмечены красным

Конкуренция между многочисленными японскими службами спасения послужила причиной неразберихи и задержек, в то время как жертвы катастрофы ждали помощи. Военно-воздушные силы США предложили японским спасателям свою помощь в поиске места падения лайнера. Самолёт C-130 ВВС США первым обнаружил место падения рейса 123 спустя 20 минут после катастрофы и передал его координаты японским спасателям. По ним вылетел японский вертолёт Bell UH-1 Сил самообороны Японии (командир Исудзу Омори (англ. Isuzu Omori, яп. 大森いすゞ)), однако его экипаж не нашёл следов выживших. Не имея возможности приземлиться из-за склона в 45° и из-за пожара, бушевавшего практически на всей площади расположения обломков, командир Омори принял решение вернуться на базу.
Только через 14 часов после катастрофы (примерно в 08:00 утра 13 августа) на место падения рейса 123 всё же прибыла команда спасения японских сил самообороны и обнаружила четырёх выживших пассажиров, пострадавших от переохлаждения. Выжившими оказались две женщины и две маленькие девочки — 26-летняя стюардесса авиакомпании JAL Юми Отиаи (англ. Yumi Ochiai, яп. 落合 由美), 34-летняя Хироко Ёсидзаки (англ. Hiroko Yoshizaki, яп. 吉崎 博子) со своей 8-летней дочерью Микико (англ. Mikiko Yoshizaki, яп. 吉崎 美紀子) и 12-летняя Кэйко Каваками (англ. Keiko Kawakami, яп. 川上 慶子); последняя была найдена сидящей на дереве. Их немедленно доставили в токийский госпиталь. Все 4 выживших пассажира сидели в хвосте самолёта, все остальные 520 человек (все 15 членов экипажа и 505 пассажиров) погибли.
В ходе дальнейших поисковых работ были найдены оба бортовых самописца, а также было обнаружено большое количество записок пассажиров, в которых они прощались с семьями и родственниками.
Позднее одна из четверых выживших (Кэйко Каваками) рассказала в госпитале, что сразу после падения самолёта её отец (пассажир рейса 123) ещё разговаривал с ней, призывая не падать духом, а потом затих; кроме того, она слышала крики и стоны других раненых. Эксперты установили, что значительное число пассажиров рейса 123 погибло на земле от ран и холода, поскольку спасателей направили к месту катастрофы слишком поздно. Врачи установили, что некоторые пассажиры оставались живы спустя 10 часов после катастрофы, но медленно умирали из-за того, что медицинская помощь не подоспела вовремя.

## Расследование

Компьютерная реконструкция повреждения хвостовой части борта JA8119

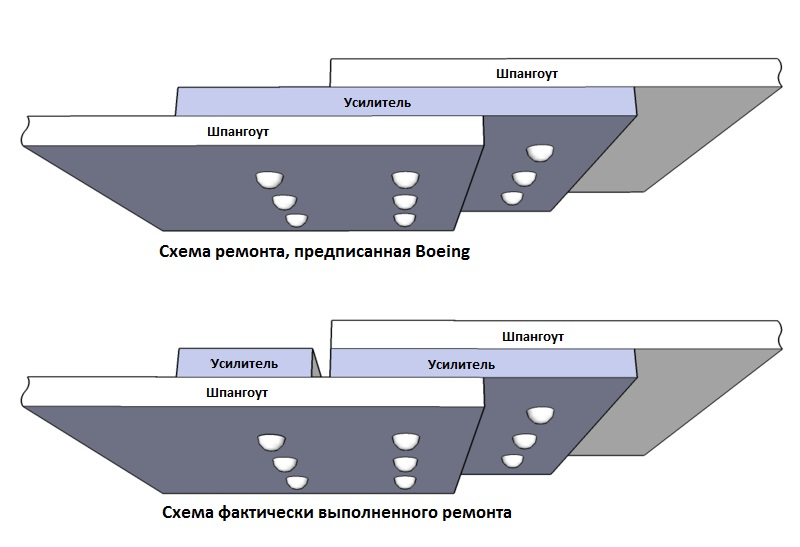
Схема ремонта хвостового гермошпангоута борта JA8119

Расследование причин катастрофы рейса JAL 123 проводила японская Комиссия по расследованию авиационных происшествий (AAIC).
В ходе расследования было установлено, что 2 июня 1978 года борт JA8119, заканчивая рейс JAL 115 по маршруту Токио—Осака, ударился хвостовой частью о взлётную полосу аэропорта Осаки, в результате чего был повреждён хвостовой гермошпангоут.
В процессе проведения ремонта не были выполнены технические условия, предусмотренные компанией «Boeing», согласно которым предписывалось произвести укрепление повреждённых половинок гермошпангоута с помощью цельной пластины-усилителя, закреплённой тремя рядами заклёпок. Проводившие ремонт техники вместо установки единого усилителя с тремя рядами заклёпок применили два отдельных усиливающих элемента, один из которых был закреплён двойным рядом заклёпок, а второй всего лишь одним рядом заклёпок. Под воздействием переменных нагрузок во время циклов «взлёт-посадка» металл толщиной 0,9 сантиметра в местах сверления постепенно разрушался и в конце концов не выдержал.
При наборе высоты во время выполнения рейса JAL 123 ослабленный гермошпангоут не выдержал давления и разрушился, при этом перебив трубопроводы гидравлических систем. Вырвавшийся из салона под большим давлением воздух поступил в полость вертикального оперения, не рассчитанного на такую нагрузку, и это привело к отрыву киля и потере управления.
Окончательный отчёт расследования AAIC был опубликован 19 июня 1987 года.

## Последствия катастрофы
- Авиакомпания Japan Air Lines (JAL) приняла на себя часть ответственности за катастрофу, так как должным образом не проверила отремонтированный самолёт. Президент авиакомпании Ясумото Такаги (англ. Yasumoto Takagi, яп. 高木 養根) подал в отставку спустя всего трое суток после катастрофы, взяв на себя ответственность за трагедию[4]. Начальник технической службы авиакомпании JAL в аэропорту Ханэда Хиро Томинага (англ. Hiroo Tominaga, яп. 富永裕夫) покончил жизнь самоубийством[5].
- Экстренный осмотр всех японских Boeing 747 выявил десятки неполадок и неисправностей, исправление которых отныне регулировалось в обязательном порядке во избежание повторения катастрофы рейса 123.
- Авиакомпания Japan Air Lines (JAL) в знак уважения к пассажирам и экипажу рейса 123 сменила номер рейса Токио—Осака с JAL 123 на JAL 127 и по этому маршруту стали летать Boeing 767, Boeing 777 и Boeing 787.
- Подавляющая часть родственников погибших получила денежные компенсации от авиакомпании JAL, решив не доводить дело до судебных расследований.

## Отражение в культуре
- Катастрофа рейса 123 JAL показана в двух документальных сериалах от телеканала «National Geographic Channel» — Расследования авиакатастроф (3 серия 3 сезона Без управления и 3 серия 23 сезона Уязвимость) и Секунды до катастрофы (серия Смертельный ужас над Токио).
- Также она показана в американском документальном телесериале от «MSNBC» Почему разбиваются самолёты[англ.] (англ. Why Planes Crash) в серии Точка разлома (англ. Breaking Point).
- Катастрофа упоминается в документальном сериале от телеканала «Discovery Channel» Авиакатастрофы: совершенно секретно (серия Плохое техобслуживание).
- Катастрофа рейса 123 упоминается в книге И. А. Муромова «100 великих авиакатастроф» в главе Катастрофа «Боинга-747» под Токио.

### Комментарии
1. ↑  Террористические акты 11 сентября 2001 года, согласно NTSB, не относятся к авиакатастрофам
2. ↑  Здесь и далее указано Японское стандартное время — JST.
3. ↑  Сокращения: КВС — командир воздушного судна, 2П — второй пилот, БИ — бортинженер, БП — бортпроводник, УВД Токио — авиадиспетчер, (нрзб) — неразборчиво.